# Cyrano de Bergerac (film 1990)
Cyrano de Bergerac – francuska komedia przygodowa z 1990 roku na podstawie sztuki Edmonda Rostanda.

## Treść
Cyrano de Bergerac jest oficerem królewskich muszkieterów, a zarazem utalentowanym artystą - poetą, aktorem i mówcą. Zakochuje się w pięknej Roxanne. Nie wyznaje jej jednak swojego uczucia, ponieważ posiada zbyt duży nos, będący dla niego źródłem kompleksów. Tymczasem Roxanne zakochuje się w jego podwładnym, przystojnym Christianie.

## Główne role
- Gérard Depardieu - Cyrano de Bergerac
- Anne Brochet - Roksana
- Vincent Pérez - Christian de Neuvillette
- Jacques Weber - Książę de Guiche
- Roland Bertin - Ragueneau
- Philippe Morier-Genoud - Le Bret
- Pierre Maguelon - Carbon de Castel-Jaloux

i inni

## Nagrody i nominacje
Oscary za rok 1990
- Najlepsze kostiumy – Franca Squarciapino
- Najlepszy aktor – Gérard Depardieu (nominacja)
- Najlepsza scenografia i dekoracje wnętrz – Ezio Frigerio, Jacques Rouxel (nominacja)
- Najlepszy film nieanglojęzyczny – reż. Jean-Paul Rappeneau (nominacja)
- Najlepsza charakteryzacja – Michèle Burke, Jean-Pierre Eychenne (nominacja)